# Mistrovství Evropy

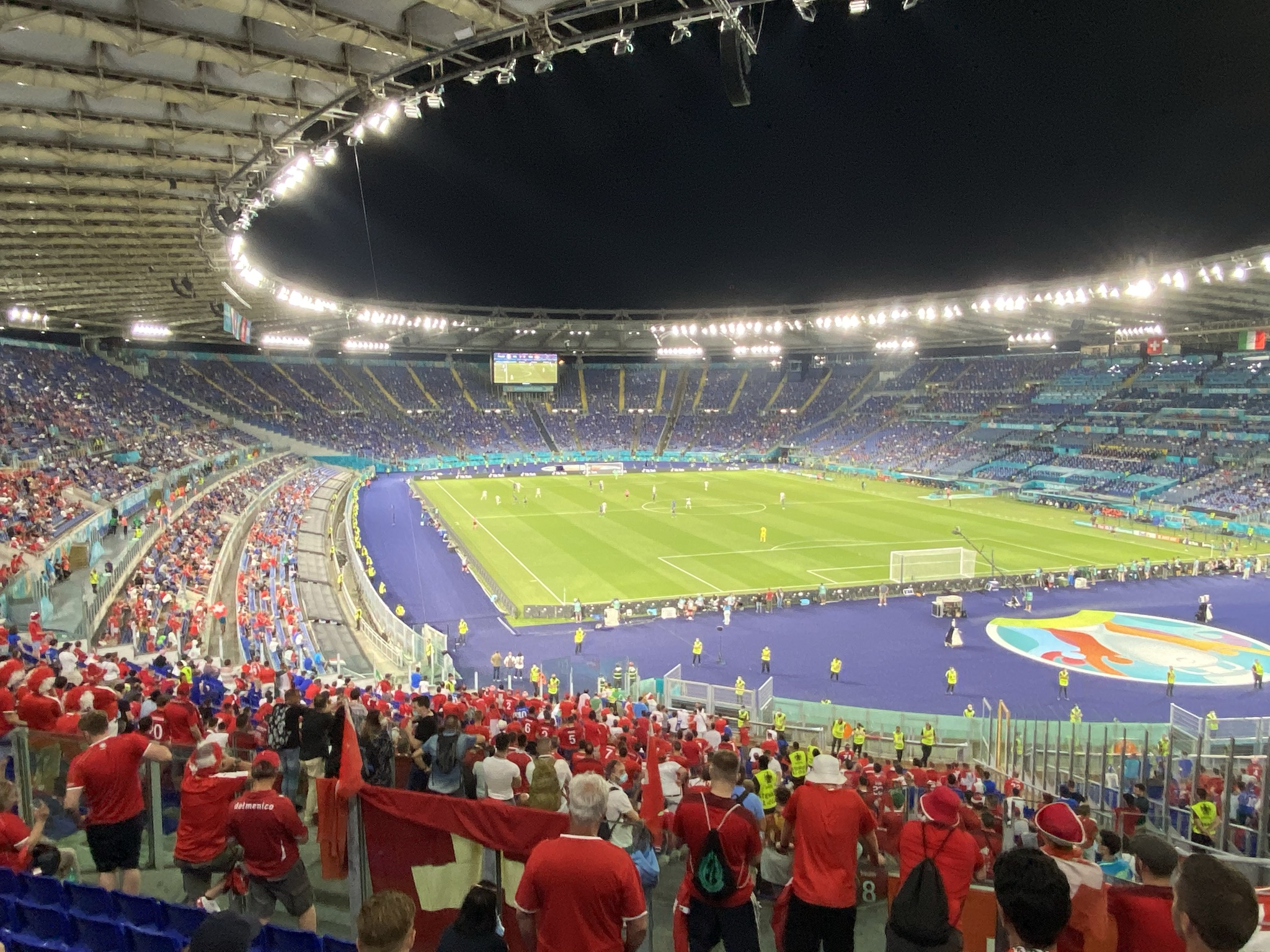
Mistrovství Evropy ve fotbale (EURO) v roce 2020.

Mistrovství Evropy označuje obvykle sportovní turnaj, jehož se účastní reprezentace evropských států. V některých sportech se mistrovství Evropy mohou účastnit i země ležící mimo evropský kontinent (například v případě mistrovství Evropy ve fotbale se nyní mohou účastnit i Izrael). Obvykle se mistrovství Evropy účastní i Rusko, Turecko, a Kazachstán, které geograficky leží v Evropě i v Asii. Na mistrovství Evropy je obvykle nutné se kvalifikovat.

## Přehled mistrovství Evropy
- Mistrovství Evropy MTB
- Mistrovství Evropy retrieverů
- Mistrovství Evropy tahačů
- Mistrovství Evropy v atletice (to samé i v hale)
- Mistrovství Evropy v baseballu
- Mistrovství Evropy v basketbalu mužů a žen
- Mistrovství Evropy v boxu
- Mistrovství Evropy v curlingu
- Mistrovství Evropy v házené mužů i žen
- Mistrovství Evropy v hokejbalu
- Mistrovství Evropy v jízdě na saních
- Mistrovství Evropy v jízdě na skibobech
- Mistrovství Evropy v judu
- Mistrovství Evropy v karate
- Mistrovství Evropy v koloběhu
- Mistrovství Evropy v krasobruslení
- Mistrovství Evropy v ledním hokeji
- Mistrovství Evropy v ledolezení
- Mistrovství Evropy v lukostřelbě
- Mistrovství Evropy v malém fotbale
- Mistrovství Evropy v orientačním běhu
- Mistrovství Evropy v plaveckých sportech
- Mistrovství Evropy v plážovém volejbalu
- Mistrovství Evropy v rychlobruslení
- Mistrovství Evropy v šermu
- Mistrovství Evropy v zápasu
- Mistrovství Evropy ve florbale
- Mistrovství Evropy ve fotbale žen
- Mistrovství Evropy ve fotbale
- Mistrovství Evropy ve futsalu
- Mistrovství Evropy ve skialpinizmu
- Mistrovství Evropy ve sportovním lezení
- Mistrovství Evropy ve sportovním rybolovu
- Mistrovství Evropy ve stolním tenise
- Mistrovství Evropy ve veslování
- Mistrovství Evropy ve vodním pólu
- Mistrovství Evropy ve vodním slalomu
- Mistrovství Evropy ve volejbale mužů a žen
- Mistrovství Evropy ve vzpírání

### Juniorská
- Mistrovství Evropy juniorů v atletice
- Mistrovství Evropy juniorů ve sportovním lezení

### Dorostenecká
- Mistrovství Evropy dorostenců v orientačním běhu

### Univerzitní
- Akademické mistrovství Evropy ve sportovním lezení

### Hendikepovaných
Kromě klasických mistrovství Evropy existují pro některé sporty také mistrovství Evropy hendikepovaných.